# Esteban Solari
Esteban Andrés Solari Poggio est un footballeur argentin né le 2 juin 1980 à Rosario, qui évolue au poste d'attaquant reconverti entraîneur.
C'est le frère cadet de l'ancien international Santiago Solari.

## Palmarès

### APOEL Nicosie
- Champion de Chypre en 2007 et 2011.
- Vainqueur de la Coupe de Chypre en 2006.
- Vainqueur de la Supercoupe de Chypre en 2011.

### Apollon Limassol
- Vainqueur de la Coupe de Chypre en 2013.

## Distinctions personnelles
- Meilleur buteur du Championnat de Chypre en 2007.
- Meilleur buteur du Championnat du Mexique en 2007-2008.
- Meilleur buteur du Championnat de Grèce en 2014.